# Francisco Gil Craviotto
Pour les articles homonymes, voir Craviotto.
Francisco Gil Craviotto, né le 13 février 1933 à Turón (Andalousie) et mort à Grenade (Andalousie) le 22 mars 2024, est un écrivain espagnol, journaliste, romancier et traducteur. Il est membre de l'Académie des Belles Lettres de Grenade.

## Biographie
Francisco Gil Craviotto  est né à Turón (province de Grenade) en 1933. Après des études secondaires dans un collège religieux, à Almería, il a fait ses débuts de journaliste  dans un quotidien de Grenade, Patria, avant de fuir la dictature franquiste et de gagner Paris, où il passe une licence de lettres à la Sorbonne et travaille comme enseignant et traducteur, tout en continuant de collaborer à des revues andalouses, notamment Ideal. Il a également publié, en collaboration avec d'autres enseignants, une méthode d’apprentissage de l'espagnol.
Revenu à Grenade en 1993, il y reprend son activité journalistique et littéraire, collabore à de nombreuses revues locales et publie plusieurs volumes de récits et des romans :  Los cuernos del difunto (1996), La boda de Camacho (2004), El Oratorio de las lágrimas (2008) et La verja del internado (2012). Francisco Gil Craviotto est également l'auteur de plusieurs traductions d'écrivains français — en particulier Voltaire, Octave Mirbeau (Sébastien Roch en 2014) et Guy de Maupassant. En 2012 Francisco Gil Craviotto a fait son entrée à l'Académie des Belles Lettres de Grenade .
Francisco Gil Craviotto se définit comme un libre penseur, comme un écologiste modéré et comme un ardent défenseur de l'école laïque.
Il obtient le 29 janvier 2019 la médaille d'or de la ville de Grenade pour récompenser son œuvre.

## Œuvres
- Raíces y tierra, colección Norma, Grenade, 1959 (récits).
- Los cuernos del difunto, Albaida, Grenade, 1996 (roman).
- Retratos y semblanzas con la Alhambra al fondo, Port-Royal, Grenade, 1999 (mini-biographies).
- Mis Paseos con Chica, Alhulia, Grenade, 2000 (récits).
- Casi unas memorias, Ayuntamiento de Turón, 2003.
- Nuevos retratos y semblanzas…, coll. Granada Literaria, Ayuntamiento de Granada, 2003 (sur des Grenadins célèbres).
- El Caballero sin miedo, Port-Royal, Grenade, 2003, y Ave María, Grenade, 2006 (conte pour enfants).
- La boda de Camacho, Alhulia, Grenade, 2004 (roman en forme d’hommage à Cervantes).
- Mesa de León, un periodista entre dos siglos, Albaida, Grenade, 2005 (biographie).
- Enrique Villar Yebra : su vida, su obra, coll. El Defensor de Granada, Caja Granada, 2007 (biographie).
- El Oratorio de las lágrimas, Alhulia, Grenade, 2008 (roman).
- El siglo que se nos fue, Carena, Barcelone, 2010 (récits).
- La mano quemada, Transboock, Grenade, 2013 (souvenirs d’enfance).
- La verja del internado, Transboock, Grenade, 2013 (souvenirs d'adolescence).
- La Cueva de la azanca, Ediciones Dauro, Grenade, avril 2014 (roman).
- Traduction de Sébastien Roch d'Octave Mirbeau, Editorial Dauro, Grenade.
- Los Papeles de Juan Español (roman), 2016, Editorial Nazari, Grenade.
- Veinte mujeres inolvidables, 2018, Editorial Dauro.
- La alborada del ruiseñor, Editorial Dauro, Grenade, 2019.